# アヌラーダプラ空港
アヌラーダプラ空港（アヌーラダプラくうこう、シンハラ語: අනුරාධපුර ගුවන්තොටුපළ、タミル語: அனுராதபுரம் விமான நிலையம்、英語: Anuradhapura Airport）はスリランカ北中部州アヌラーダプラ県アヌラーダプラに位置する空港である。

## 概要
アヌラーダプラ県の県都アヌラーダプラを担当する空港であり、アヌラーダプラ市から南東に4.5km程の距離にある。
軍民共用空港であり、アヌラーダプラ空港にはスリランカ空軍のアヌラーダプラ空軍基地が置かれている。

## 就航路線
| 航空会社                 | 就航地                                   |
| ------------------------ | ---------------------------------------- |
| FitsAir                  | ラトゥマラナ空港 (チャーター便)          |
| ヘリツアーズ             | ラトゥマラナ空港 (チャーター便)          |
| ミレニアム・エアラインズ | バンダラナイケ国際空港、ラトゥマラナ空港 |